# Alineamientos de Carnac
Los alineamientos de Carnac (del francés: alignements de Carnac) son un conjunto de alineamientos megalíticos situados al norte del pueblo del mismo nombre, junto al golfo de Morbihan, en Bretaña (Francia). Es el monumento prehistórico más extenso del mundo, y fue erigido durante el Neolítico, en algún momento entre los milenios V y III a. C.

## Alineamientos
Le Ménec se encuentra a la derecha de la carretera que atraviesa el lugar Kermario, Kerlescan y Le Petit Ménec a su izquierda.

### Le Ménec
El conjunto más importante es el de Le Ménec, está formado por 1099 menhires dispuestos en 11 hileras de 100 m de ancho por 1,2 km de largo. El alineamiento está flanqueado en sus dos extremos (este y oeste) por crómlecs (círculos de piedras). El crómlech occidental está compuesto por 70 menhires y mide 100 m. El crómlec oriental está muy deteriorado, pero aún sobrevive. El alineamiento recibe su nombre del caserío Le Ménec, que se halla en el extremo occidental. Las piedras situadas al oeste son las más grandes, llegando en algunos casos a los 4 m. Su tamaño va reduciéndose a lo largo del alineamiento hasta alcanzar sólo 90 cm en el extremo oriental. Las hileras no son rectas, sino que describen una suave curva hacia el noreste.

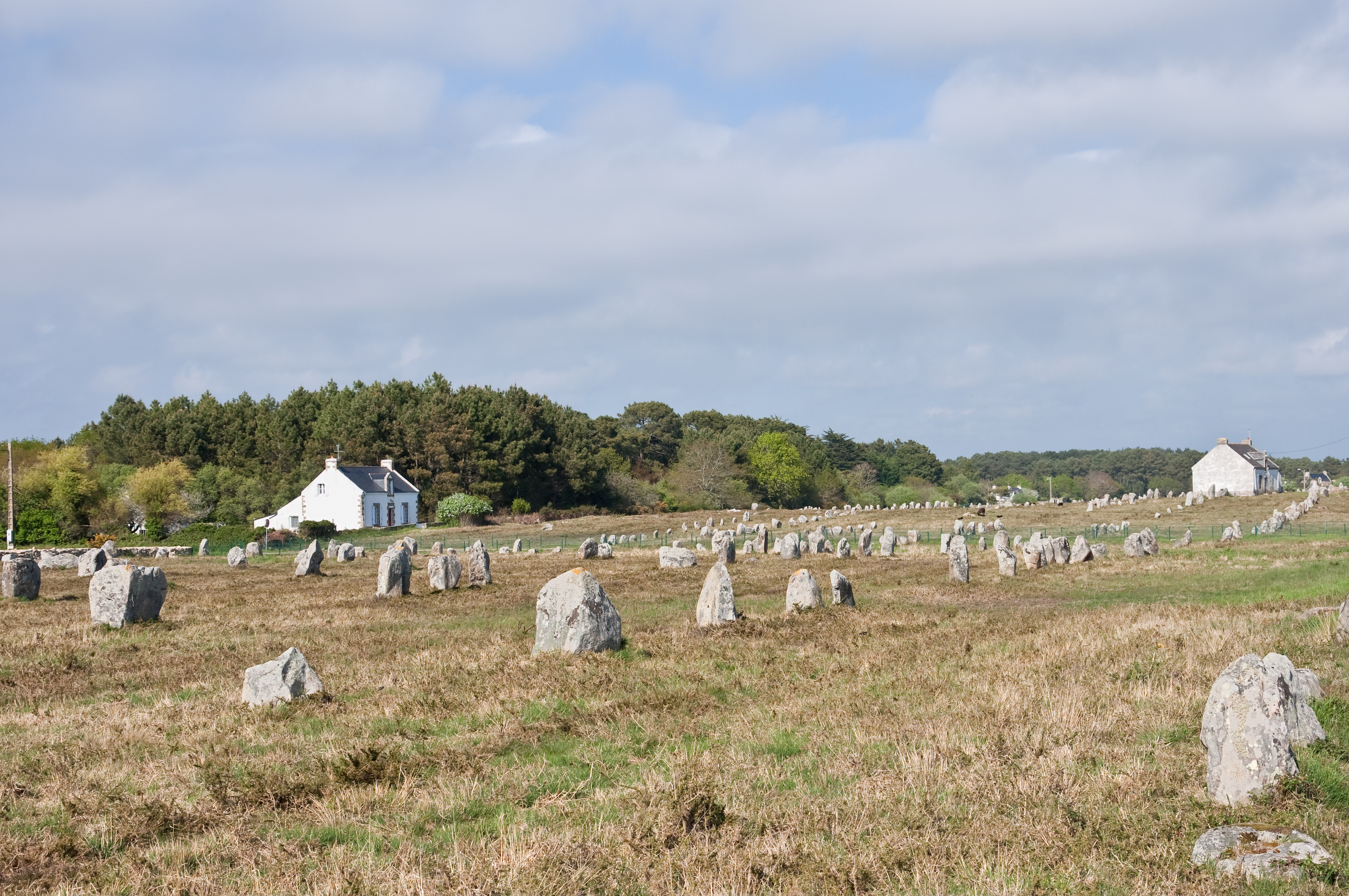
Le Ménec
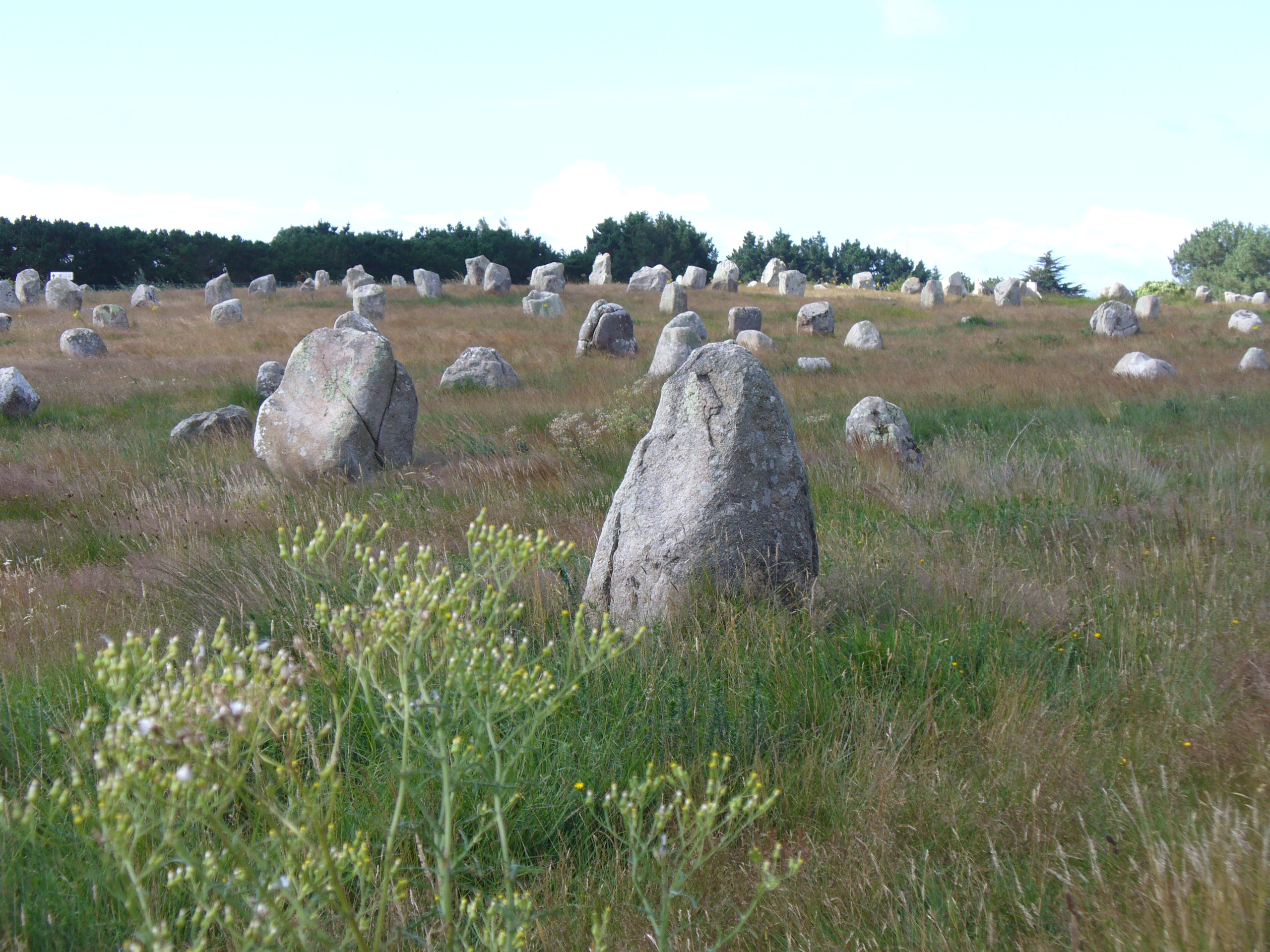
Le Ménec.
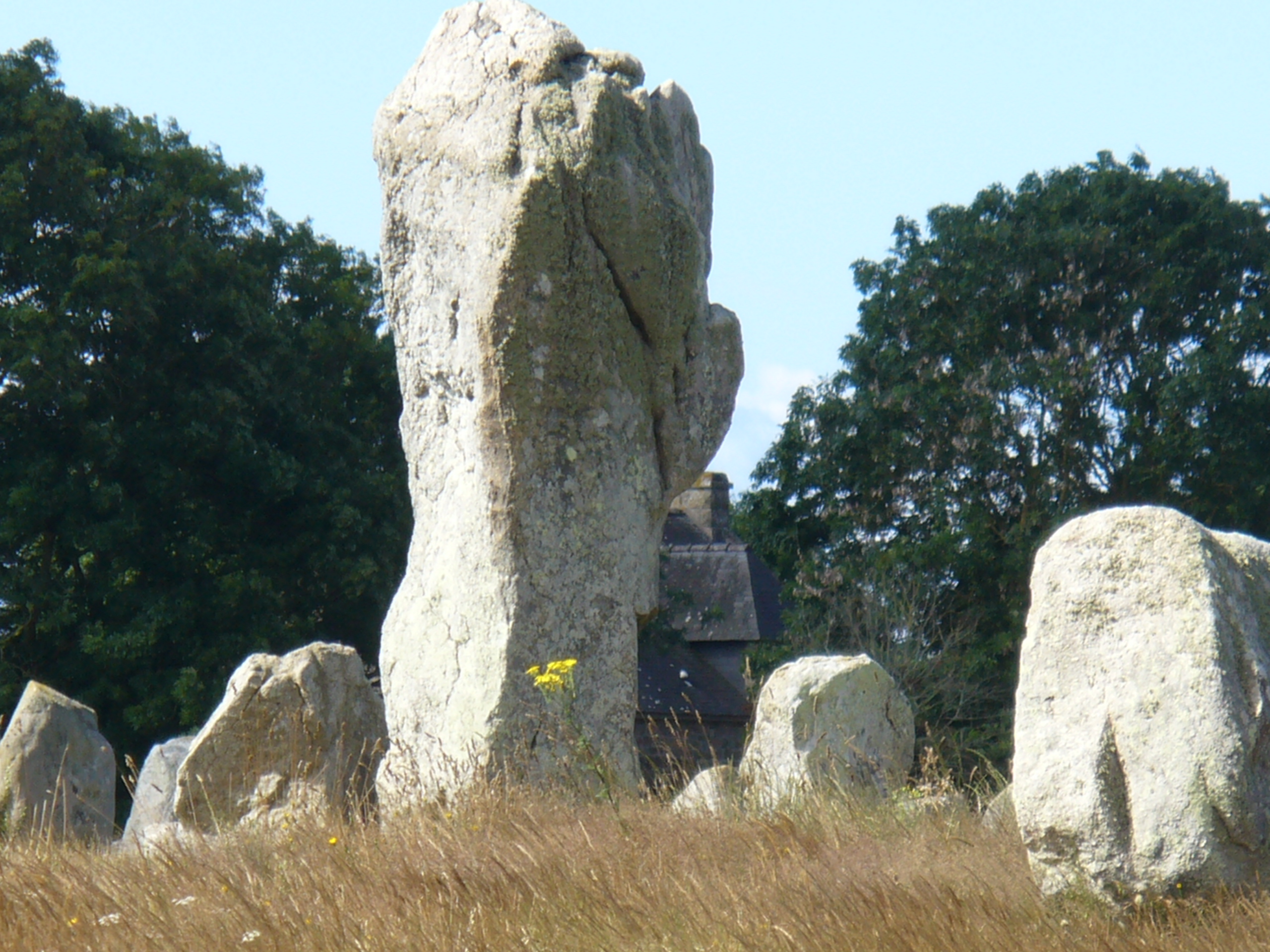
Le Ménec.

### Kermario

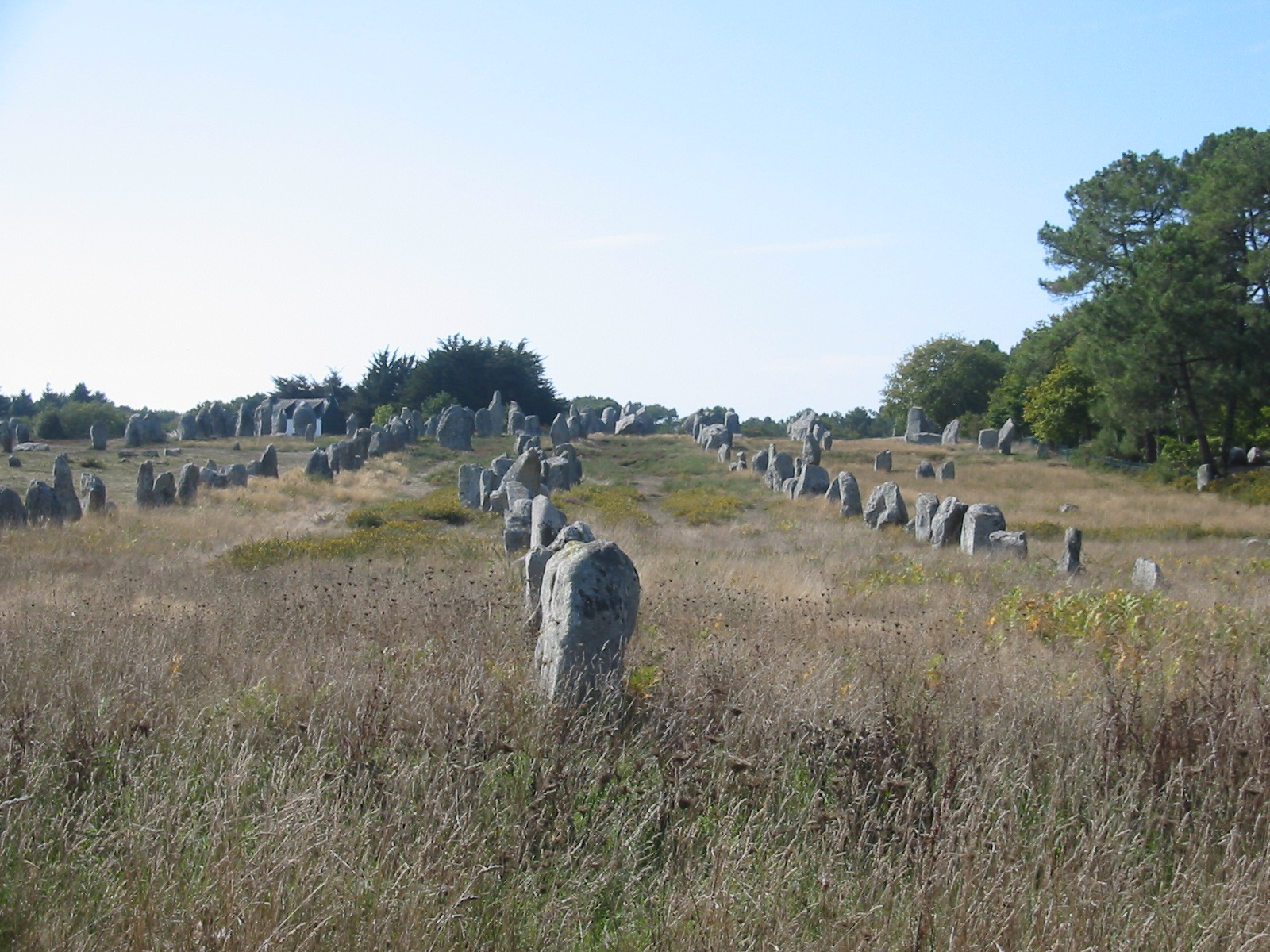
Kermario.

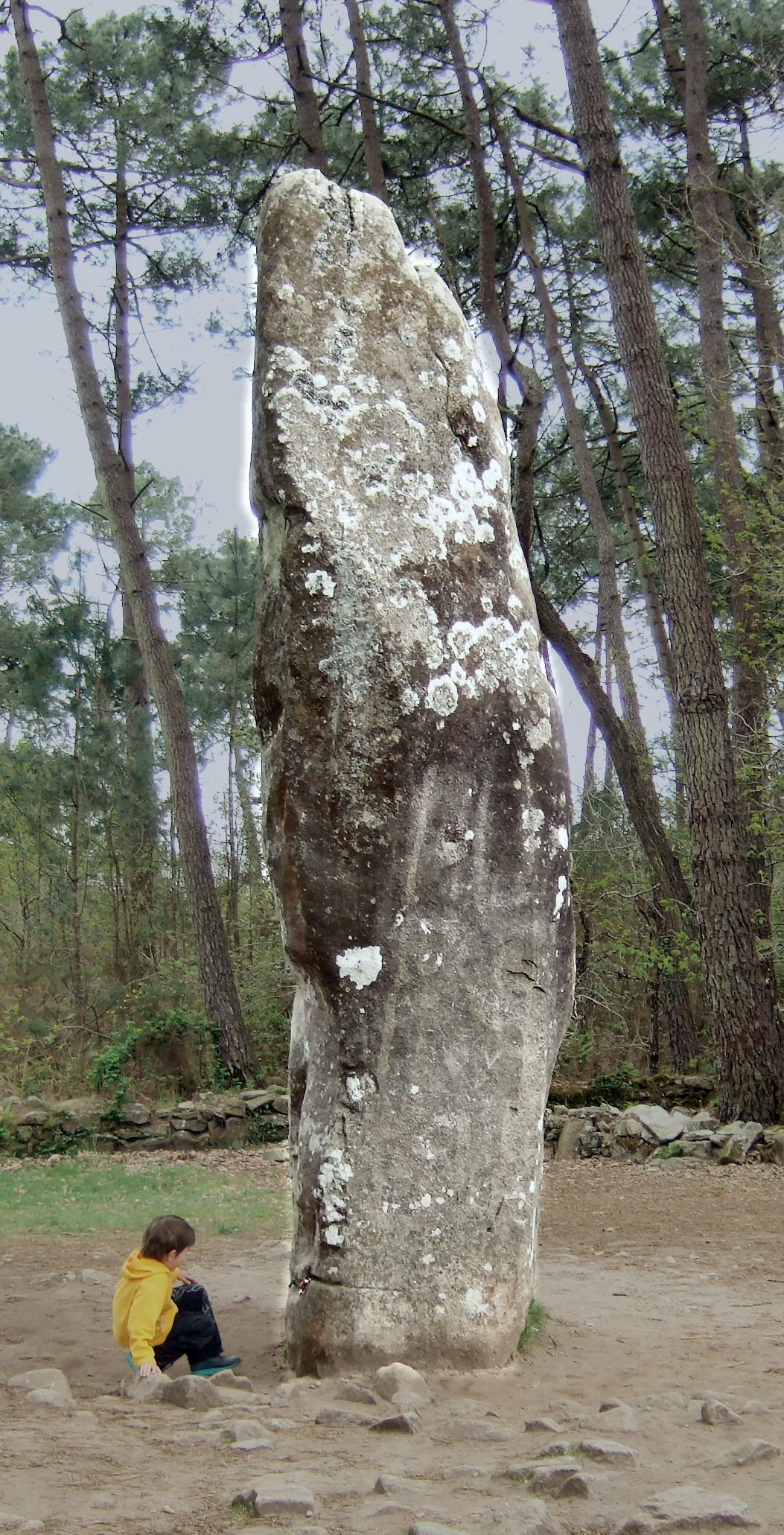
Gigante de Manio.

El alineamiento de Kermario, al este de Le Ménec, es el más conocido y también el más frecuentado. Posee 982 menhires en 10 hileras que se extienden a través de 1,2 km. En Kermario se hallan las piedras más grandes de Carnac: la mayor tiene más de 7 m de altura. Los menhires de Kermario, como los de Le Ménec, van disminuyendo de tamaño a medida que se aproximan al límite oriental, donde hay tres grandes rocas que forman una línea perpendicular a los alineamientos. No lejos de Kermario está el cuadrilátero de Manio, un recinto o túmulo funerario delimitado por una serie de piedras de 1 m de alto que forman un cuadrado. También se halla próximo el Gigante de Manio, un menhir solitario con una altura de 6 m. Entre el alineamiento y la zona de Manio aparece el estanque de Kerloquet, cuya creación en el siglo XIX destruyó una parte del alineamiento.

### Kerlescan

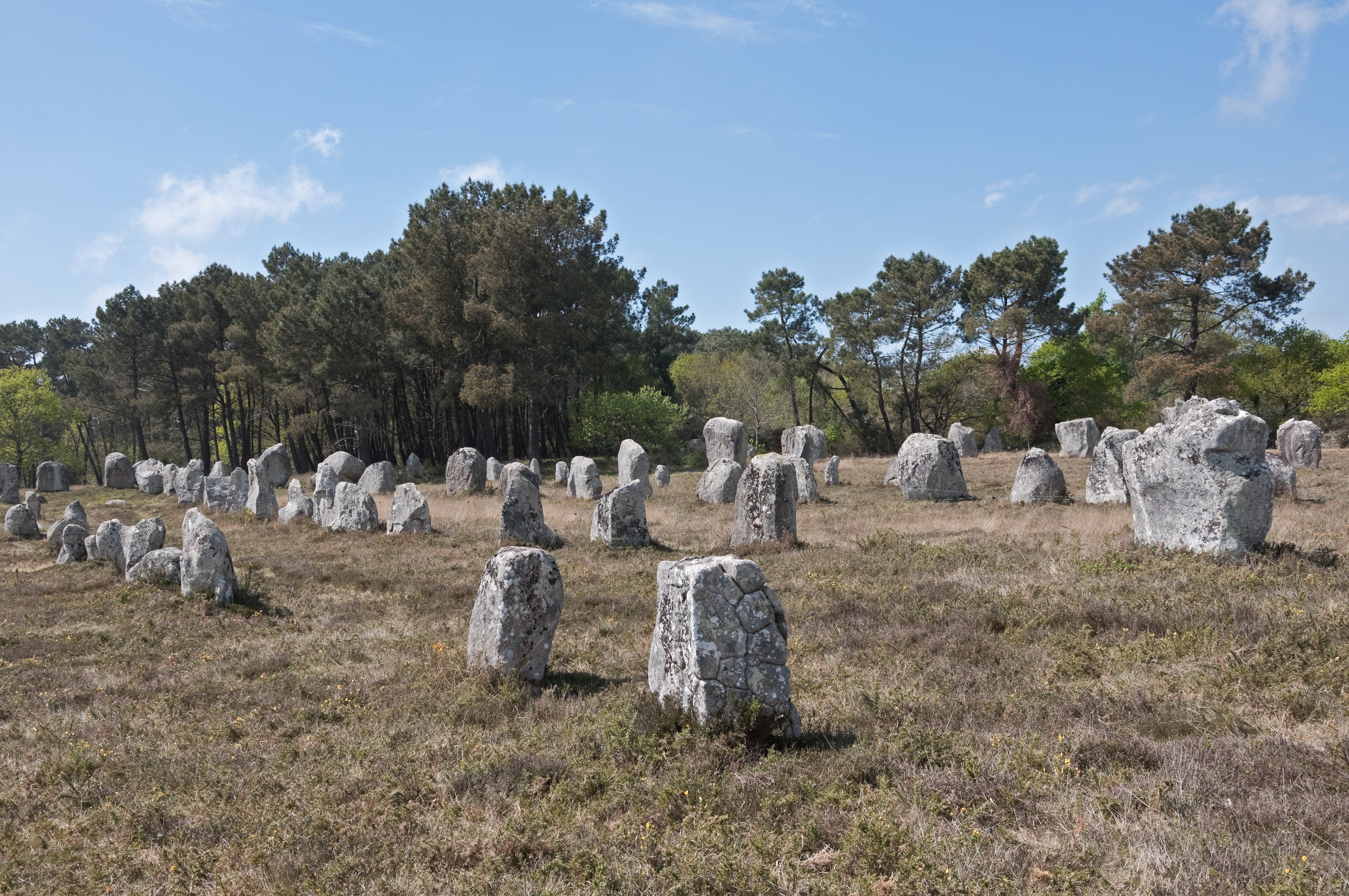
Kerlescan

El alineamiento de Kerlescan, al este de Kermario, consta de 540 piedras, organizadas en 13 hileras de 139 m de ancho y 880 m de largo. En su extremo occidental hay un crómlec de 39 menhires. Es el alineamiento mejor conservado.

### Petit Ménec
Más al este aún, en un bosque situado más allá de la carretera que conduce a La-Trinité-sur-Mer, se encuentra el alineamiento de Le Petit Ménec, recientemente restaurado, con 100 piedras. Se sospecha que Le Petit Ménec es en realidad una prolongación de Kerlescan.

## Función
Antaño se habían formulado diversas teorías para explicar la presencia de los menhires, algunas muy peregrinas: vestigios del Diluvio Universal, restos de un campamento romano, balizas para la navegación, etc. Jerome Penhouet sugirió en 1826 que los alineamientos podían ser el fósil de una enorme serpiente que se habría desplazado sobre Bretaña en eras prehistóricas. Otros creían que eran enormes avenidas que habían conducido a antiguos templos hoy inexistentes. 
Los menhires tienen tumbas y el conjunto es una gran necrópolis, como muchos monumentos megalíticos.
Algunos autores han postulado hipótesis de tipo arqueoastronómico para explicar los posibles alineamientos de Carnac. El escritor francés Jacques Cambry aventuró, en 1794, la idea de que Carnac era un observatorio astronómico druida. Sin embargo, a mediados del siglo XIX ya estaba claro que los megalitos de Carnac eran mucho más antiguos que la religión druídica. En 1970, el ingeniero inglés Alexander Thom y su hijo retomaron la idea y postularon que las hileras de menhires y sus perpendiculares están orientadas hacia los puntos solsticiales y equinocciales de salida del Sol, creando así un calendario que permitía predecir las etapas importantes de la vida agrícola. Sus afirmaciones, sin embargo, son controvertidas y no son aceptadas por la comunidad científica.

## Leyendas

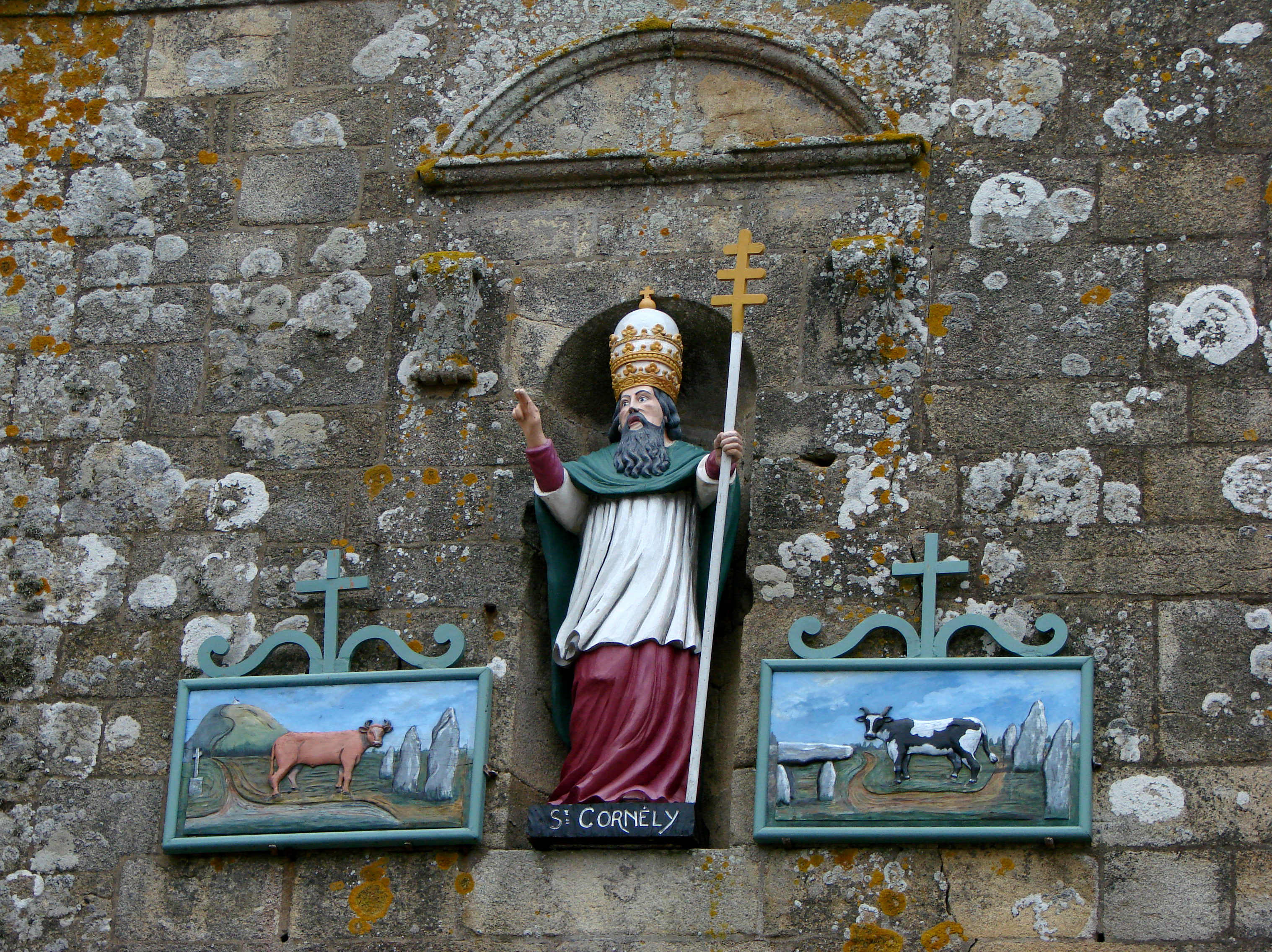
Imagen de San Cornelio.

La tradición local ha creado numerosas leyendas alrededor de los menhires. Una afirma que los megalitos fueron soldados romanos petrificados por Dios para proteger a San Cornelio, —patrón de la zona de Carnac— y al ganado, perseguidos por aquellos. Otra asegura que, en las noches, las piedras se desentierran y avanzan hacia el mar para bañarse o beber. Se les han atribuido poderes curativos, y se creía que podían brindar fertilidad y ayudar a los jóvenes que deseaban encontrar pareja.

## Acceso

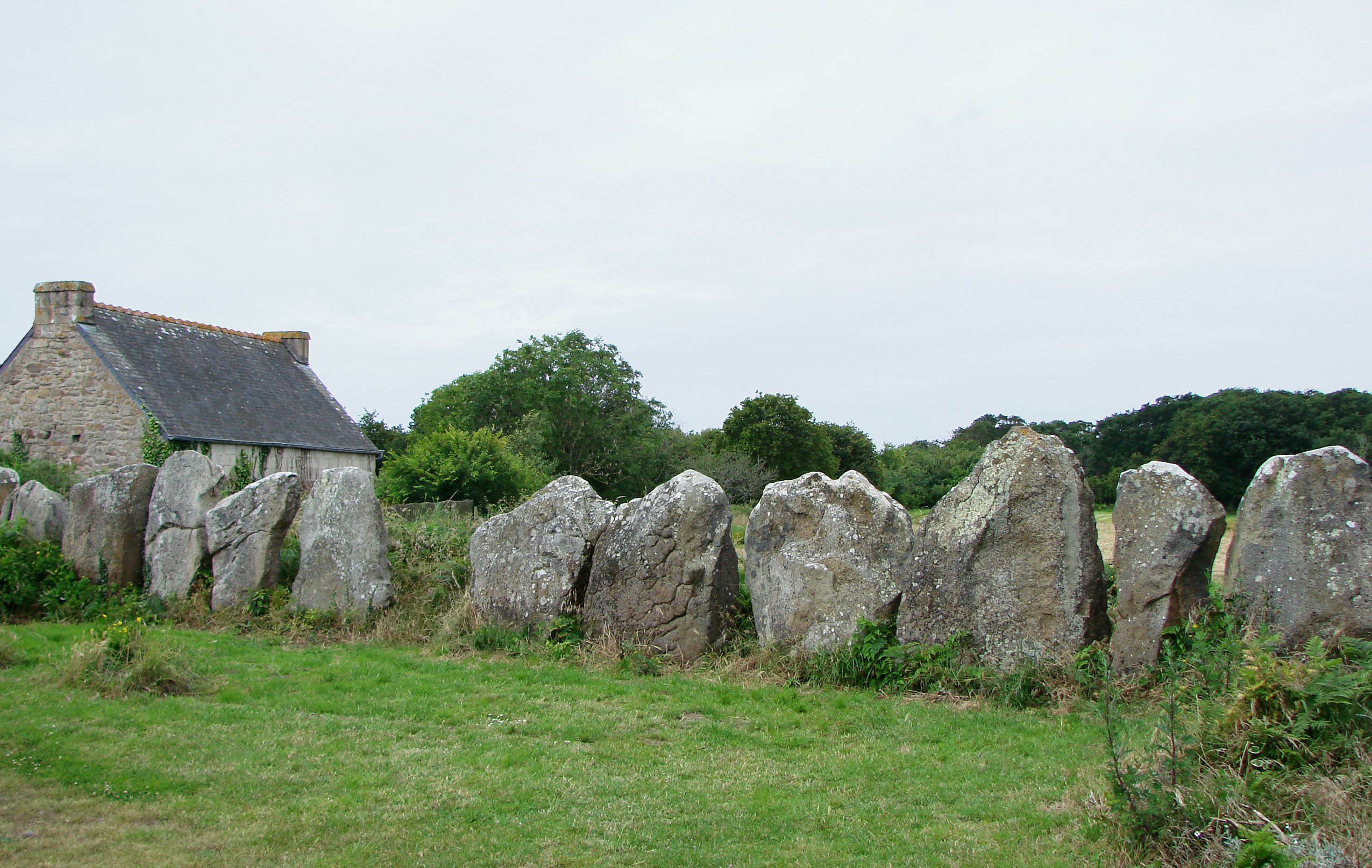
Piedras reutilizadas para construir el muro de un jardín.

La gran afluencia de turistas ha erosionado el suelo en el que se asientan los menhires de Carnac, con el riesgo de que las piedras basculen y caigan. Ello, unido a las agresiones directas que han sufrido algunos menhires, motivó que en 1991 se levantara un cercado alrededor de las zonas más deterioradas. Hoy sólo los especialistas, estudiosos y conservadores pueden acceder a las piedras en la mayor parte del recinto.
Carnac está incluido en el patrimonio histórico de Francia.